# Готлиб, Андрей Иосифович
Андрей Иосифович Готлиб (25 марта 1959 года, Озерск, Челябинская область) — российский историк, археолог. Кандидат исторических наук. Директор Хакасского национального краеведческого музея имени Л. Р. Кызласова.

## Биография
Родился в 1959 году в городе Озерске Челябинской области. После окончания средней школы работал токарем на химическом комбинате «Маяк» в Челябинске. Окончил с отличием исторический факультет Московского государственного университета им. М. В. Ломоносова (1984).
Работал в археологической экспедиции Л. Р. Кызласова в Хакасии. С 1984 года трудился инспектором по охране памятников истории и культуры отдела культуры Хакасского облисполкома, старшим научным сотрудником Абаканского государственного педагогического института, начальником археологической лаборатории научно-исследовательской части Хакасского государственного университета. С 2003 года по настоящее время — доцент кафедры археологии, этнографии и исторического краеведения ХГУ. В 1999 году защитил диссертацию «Горные сооружения-све Хакасско-Минусинской котловины» в Институте археологии и этнографии Сибирского отделения РАН (г. Новосибирск).
В 1998, 2004, 2005 годах проходил научную стажировку в Германском археологическом институте в Берлине. В 2001 году — стипендиат Немецкой академической службы научных обменов (DAAD), стажировался в Евразийском отделе Германского археологического института (Берлин). Совместной археологической экспедицией ХГУ им. Н. Ф. Катанова и Германского археологического института в 2004—2006 годах в Хакасии был исследован курган «Барсучий лог»,. В 2006 году избран почётным член-корреспондентом Германского археологического института. Специалист в области древних горных крепостных сооружений Южной Сибири.
С октября 2012 года — директор Хакасского национального краеведческого музея имени Л. Р. Кызласова. Активно участвует в выстраивании тесных научно-культурных связей с ведущими федеральными музеями России в рамках реализации подписанных соглашений Республики Хакасии с субъектами Российской Федерации и федеральными музеями. Участвовал в организации выставочного проекта «Степные легенды» художника А.Я. Мигаса, в сентябре 2023 года впервые представленного в музее в условиях крытой экспозиции.
Член Международного совета музеев (ИКОМ), Президиума Хакасского отделения Всероссийского общества охраны памятников истории и культуры, Президиума Хакасского отделения Российского военно-исторического общества.
Лауреат премии Правительства Российской Федерации в области культуры (2016).

## Краткая библиография
- «Горные сооружения-све Хакасско-Минусинской котловины». — Новосибирск, 1999 // Электронная библиотека диссертаций.
- Све — горные сооружения Минусинской котловины [Отв. ред. Д. Г. Савинов]. — СПб, 2008. — 222 с. (Совместно с М. Л. Подольским)
- Исследование горного сооружения «Све Сулекское городище» в Хакасии // Вестник Новосибирского государственного университета. Серия: История. Филология. — Том 8. — № 3 — Новосибирск, 2009. — С. 221—230.
- История Хакасии. Древность. [Текст] : учебно-методический комплекс по дисциплине : учебное пособие / А. И. Готлиб, В. С. Зубков, А. И. Поселянин ; М-во обр. и науки Рос. Федерации, ФГБОУ ВПО «Хакасский государственный университет им. Н. Ф. Катанова». — Абакан : Изд-во Хак. гос. ун-та им. Н. Ф. Катанова, 2014. — 288 с.
- Край памятников // Государственная служба. — 2015. — № 5 (97).